# Нозате
Нозате (итал. Nosate) је насеље у Италији у округу Милано, региону Ломбардија.
Према процени из 2011. у насељу је живело 647 становника. Насеље се налази на надморској висини од 175 м.

## Становништво
Према резултатима пописа становништва 2011. у општини је живело 689 становника.
| 1931. | 1936. | 1951. | 1961. | 1971. | 1981. | 1991. | 2001. | 2011. |
| ----- | ----- | ----- | ----- | ----- | ----- | ----- | ----- | ----- |
| 549   | 534   | 632   | 693   | 688   | 635   | 612   | 638   | 689   |